# Choc thermique (médecine)
Pour les articles homonymes, voir Choc thermique.
En médecine, un choc thermique est un stress subi par un organisme vivant à la suite d'une élévation de sa température au-delà d'une certaine valeur. Il conduit notamment à l'activation des protéines de choc thermique. Un choc thermique peut entraîner la mort de l'organisme.
Le principe du choc thermique est notamment utilisé pour la stérilisation UHT du lait.